# 護衛神エイト
護衛神エイト（ガーディアンエイト）は、吉崎観音の漫画作品。漫画雑誌『月刊少年ガンガン』の1997年13号から1999年5・6合併号まで連載、全5巻。

## 概要
基本的な筋立ては、エイトの成長譚である。謎の男No.64がハーバラ王国の姫ミリアにつかわした謎の少年エイトは頭が空っぽであるが、冒険、修行、出会い、戦いなどあまたの経験を通して学習、成長する。
この本筋に、物語の舞台であるハーバラ王国のある世界、ファンタジーゾーン（以下FZ）の秘密、謎の男No.64と謎の会社との抗争などの筋が、主人公エイトと関わりないところで展開し、物語に深みを加えている。
最終巻である第5巻の巻末に「予告編」と見られる描写があり、吉崎には続編の構想があった。
また、本編内容や人名・地名などに、様々な『ファミコン』へのオマージュを見て取れる。単行本でも作者がゼビウスについて熱く語っている（一戸建てを買って庭にゼビウスマップを作るのが夢）。
また地名には「ハーバラ城（=秋葉原）」「奥ダーマ（=奥多摩）」など東京の地名をもじったものもある。

## ストーリー

### プロローグ
パズル好きのハーバラ王国の王女ミリアの誕生日の日。王女は突如現れた謎の宅配便屋から謎のパズルを渡される。さっそくそのパズルを解きに掛かる王女だが、ほぼ同時刻に謎の三人組の攻撃を受けてしまう。砲撃にも眼もくれずパズルを解くのに夢中の王女。そしてパズルを解いた時、中から、『ミリアをまもるためにうまれた』というガーディアン エイト が現れ、三人組を撃退する。そして物語は始まった。

## キャラクター
【】内は元ネタとなったゲーム機・ソフトの名称。
エイト
ガーディアン8号式。ミリア王女を守るように設定されている。最初は一切のデータを消された状態だったが、物語が進むにつれて人格・能力ともに成長を遂げていく。
この「成長機能」を搭載されたガーディアンはエイトただ一人である。他のガーディアンのように特別優れた能力が与えられた訳ではなかったが、最強のバトルドール・ゼロに勝つための「可能性」である。
より強くなるために、城にやってきた最強の武道家アーバンに弟子入りし、彼と共に奥ダーマに行き謎の少年ロックと出会い友達になる。ロックと共に修行し、自らの力を最大限引き出す「人派」の技術と雷気の力を習得。
急いで城に戻るも目の前で魔王の部下にミリアをさらわれ、アイスとバジリスの助けを借りて魔王の待つ「死の荒野」へ向かう。そこで封印を解かれたゼロ（=エドザック）と戦い、魔王と分裂したゼロから自分が「世界の可能性」だと告げられる。
ゼロが分解し、魔王はかつての力に加え「カガク」の力も得た理想の姿に進化する。エイトもゼロの意識と融合しマリオから魔法の力を譲り受け「バージョン8.0」へと進化、シックスやフォウ、トゥーなど他のガーディアンやNo.64、アイスといった多くの力を借りて最後の戦いを挑む。
得意技は「エイトくんキック」「アーバンボール」など。
ファ＝ミリア【ファミリーコンピュータ】
ハーバラ国王女。15歳。かなりの天然ボケだが凄まじいパズルマニアでパズル戦士。
世界征服プログラム「エニアック」の封印を解くための「鍵（コンパイラ）」として魔王にさらわれる。その後魔王に操られゼロの封印（エイトのプロテクトよりも厳重）を解いてしまう。
エドザック戦の後に膨大なバグとデータ破損のため消滅しかかっていたFZを元に戻した。その際使用した奥義は自らの命を犠牲にする「スーパーノヴェンバー」。しかし奥義使用後も絶命する事なくエイトと過ごす。
物語の当初は両親が旅行で不在だったが、最終話で両親からしばらく帰る気がないため女王になれ、と手紙を送られる。
アイス＝クライミー【アイスクライマー】
バイトで入ってきた世話役。苦労人。エルフ。限定解除級魔法使いで、かつて魔王の配下だった魔獣四天王の3体を使い魔としている。
魔法使いとしては本作一の力を誇り、魔王と戦えるレベル。使用魔法は「魔壁」「豪破円盤」「拡散爆球」など多数。
百年前、エルフの魔法学校で悪行の限りを尽くしていたスチール三姉弟を死の荒野に追放。その際長女スチールに「若返りの呪い」をかける。
魔法や助言、部下の魔獣を使ってミリアやエイトを助ける。最終決戦では魔王との魔法戦に加え、「若返りの呪い」でコングをかつての勇者の姿にするなどの活躍を見せた。
筋肉質男性恐怖症なため、スチール三姉弟のアイアンやアーバンは苦手である。
読者とスタッフの間で一番の人気を誇る。
コングじい【ドンキーコング・スーパーマリオブラザーズ】
ハーバラ国の騎士団長。ややボケており、よく地面の中にもぐって瞑想している。80年間城に仕えているがいまだに騎士としての階級は下から二番目のブラックナイト。
正体は百年前魔王を倒し世界を救ったとされる勇者マリオ。しかし本人は勇者であった事を良く思っておらず、周囲に隠そうとしていた。本人の口から語られる武勇伝（勇者という事は隠している）によると、昔からボケてばかりいたようである。
スチール
スチール三姉弟長女。アイスと同じエルフの魔法学校に通っていたが、弟達と共に数々の悪行を重ね生徒会長であったアイスに死の荒野に追放される。そこで魔王の部下となり「カガク」の力を授けられる。
そして百年後、魔王の野望を成就させるために、ハーバラ王国を飛行船で攻撃する。ゼロの封印の鍵である王女ミリアを奪おうとするも、エイトの活躍によって失敗。その後も敗北を繰り返す。武器は「マシン・ガン」。
アイスによって怒りが頂点に達すると幼児にまで若返る呪いをかけられている。
ワイヤー
スチール三姉弟長男。冷静な分析力や魔王から与えられた「キカイ」の操縦など、三姉弟の中では一番見せ場が多い。モデルは骨川スネ夫。武器は相手を拘束し雷力で攻撃する「スネーク・ワイア」。
アイアン
スチール三姉弟次男。サイクロプスとエルフのハーフ。人間年齢にすると十歳くらいだが筋肉質で怪力。知能・性格は年齢相応で姉を一番恐れている。武器はエナジー弾を発射する「メガ・バズーカ」。モデルは剛田武。
ケルベル
元魔王配下の魔獣四天王の一人で「地獄の番犬」と呼ばれる。「ケルベロス」がモデル。
直情径行で、しばしばアイスから言われた事を忘れてお仕置きされる。
バジリス
元魔王配下の魔獣四天王の一人。高飛車でケルベルをよく怒らせる。
空を飛び幻覚を使い、「魔壁」「魔針」などの魔法も行使する。女に間違われるが男。バシリスクがモデル。
リバイア
元魔王配下の魔獣四天王の一人。アイスの部下三人では唯一の女。リバイアサンがモデル。
エニアック
カンパニーの世界征服プログラムの要たる、バトルドール「ゼロ」に搭載される予定のコンピュータプログラム。自分の意思はなく決められた行動を取るのみだが、64によって組み込まれた乱数因子による「気まぐれ」により魔王と融合する。
魔王
かつて世界を支配しようとし、勇者マリオに倒された魔王。「絶対魔法防御陣」「魔王陣式流星群」など強力な魔法を使いこなす。
実体を無くし虚空をさまよっていたが、エニアックと接触、融合しプログラム人格として復活。さらにバトルドール「ゼロ」にインストールされ肉体と「カガク」の力を得る。
その後ミリアを助けようと死の荒野までやってきたエイトと戦闘に入るも苦戦。P.D.Gをはじめ観戦者を失望させる。その後自己能力値を修正し戦いを有利にするが、器であるゼロ自身の意思が覚醒。自ら制御球を破壊し人格プログラムを分裂させ、殺戮の意思「ジェノサイド」へと進化する。
その後魔王としての意識を取り戻し、分解したゼロのデータを元に、過去の自らを超える究極の魔王の姿を作りあげ、再び世界を支配しようとする。
エニアックと融合して魔王エニアック、ゼロの肉体を得て魔王エドザックを名乗るが、自身の名前は作中に出てこず、「魔王」としか呼ばれない。かつて戦ったコングによれば「ギガデンジャラスゴデガンデボゲズラー」だというが真偽は不明。
ゼロワン&ゼロツー
カンパニーがNo.64の研究室から秘密裏にゼロのデータを入手しコピーした、純正なる戦闘人形。ただし完全なコピーではなく（片腕が銃や剣になっている）、搭載プログラムもエニアックより質が劣ると思われる。
プログラムの応用が利かず、No.64の仕掛けた思考ロジックに嵌り停止する。
トゥー
ガーディアン2号式。ゼロ以降のガーディアンシリーズとして最初に開発された。直接戦闘力は以後のガーディアンに劣るものの、瞬間移動や各種解析など特殊能力が多い。
見た目はかなり幼い。
フォー
ガーディアン4号式。64を守るように設定されている。
パワー重視の設計で、単純な力ならゼロに匹敵する。しかし手足など一部のパーツが旧式のデザインである事を多少気にしている。明るいサバサバした性格だが、戦いに関しては冷静である。
魔王との戦いが終わってからは温泉地イッズで戦いの日々を送る。
シックス
ガーディアン6号式。8号式（エイト）を守るように設定されている。
アーバンの元で修行するエイトを助けるために正体を隠し「ロック」と名乗って共に弟子入りする。万物から力を借りる「天派」の使い手であり「気集弾」「斬気蛇」「流星気散弾」といった技を使いこなす。
その後エドザックとの戦いでエイトに加勢し正体を明かした。魔王との戦いの後は自らをより高めるために再びアーバンの元へ戻り修練に励む。
素直で真面目、紳士的な性格で、エイトやアーバンのボケにしばしば戸惑う場面がある。
ゼロ
ガーディアンシリーズのオリジナル。最強の戦闘能力を有する。
元々はエニアックがインストールされる、ただの肉体（ボディ）である。そのため自らの意思は持っていないはずだったが、No.64が密かにゼロ自身の意思を与えていた。
エニアックがインストールされる直前に、自らの封印を解いたミリアに自分を止めるよう頼む。その後エドザック（=エニアック）がエイトと戦っているときに覚醒し、エドザックを止めようとするが、エドザックが制御球を破壊した事により分解。代わりにエイトと融合し進化する。
魔王との戦いでエイトを守って消滅するがトゥーのバックアップにより復活、No.64と共に奥ダーマで暮らすようになる。
No.64（ウィル・イッルス・トリッシムス）
ガーディアンシリーズの製作者。子供達や弱者のためにサイバドールを作るが、それをカンパニーに利用されそうになり、カンパニーを出し抜く画策をする。世界征服プログラム「エニアック」に密かに乱数因子（気まぐれ）を組み込み、魔王と融合する原因を作った。またバトルドール「ゼロ」に自身の意思を与えた。
謎の宅配便屋を名乗りハーバラ城に現れ、記録が消去され封印されたエイトをミリアに渡す。そしてエイトの成長を陰で見守る。
ゼロの封印が解かれ、エイトとの戦いになるとカンパニーへ反逆。抹殺のためゼロワン・ゼロツーが送りつけられるも機転により勝利。エイトと合流し魔王を倒す手助けをした。
戦いの後も元の世界へ帰らず（そもそもプロテクトがかけられ帰れないが）、奥ダーマのアーバン宅の隣に引っ越して暮らすようになる。
ドミナ
64の幼馴染。国の研究機関に入っていて、技術者としてのライバル意識（傍目から見ればバレバレな好意）をウィルに持っている。
FZにかけられた厳重なプロテクトを強引に突破し（成功率0.0003%だった）ウィルの元へやってくる。そしてウィルとそのガーディアン達に、自身のガーディアン1・3・5・7・9と勝負するよう求める。
しかし世界がバグとデータの破損だらけで崩壊する危機に直面し勝負は有耶無耶に。世界の危機の後もウィルと共にFZに留まり、共に暮らすようになる。
ワン
ガーディアン1号式。
最強のガーディアンであるゼロと互角の戦闘を演じた。
スリー
ガーディアン3号式。
ファイブ
ガーディアン5号式。
関西弁をしゃべる。
セブン
ガーディアン7号式。
内気で礼儀正しい。
ナイン
ガーディアン9号式。エイトのコピー。
FZ突入時、インストールに失敗するが、ミリアによって世界が最適化され復活。
エイトを兄と慕う。
テン
5巻の巻末に僅かに登場。本編において詳しい性能は明らかになっていないが、わずかな描写からゼロ以上の戦闘力を誇ると思われる。
名前は長らく明らかにされていなかったが、ガンガンヴァーサスのシリーズ第2弾に出演し、名前が「テン」であることと「ワールド・フォーマット」という能力を持つことが確認された。
また、そのフレーバーテキストには、「ファンタジーゾーンの世界が生み出したエイト達の共通の敵。」と書かれている。
頭部に「10」の字が確認できる。
顔は見えないが、実は5巻の表紙にも描かれている。
アーバン・チャンプ【アーバンチャンピオン】
「人派アーバン流」を使う武道家最高クラスのゴッドファイター。父はコングと共に魔王と戦った。
現在パズルに嵌っているが、64の本名を聞いただけで眠る所からパズルの才能に関してはかなり危うい。ミリアとのオセロ対決では完全敗北、続く将棋でも完膚なきまでに敗れる。
クルラ【クルクルランド】
最強生物。アーバンのスパークリングの相手。この作品のマスコットキャラクター。
イーアル【イーアルカンフー】
アーバンの妹。「人派アーバン流」の正当後継者。ミリア姫にそっくり。
P.D.G
カンパニーの総帥プログラム。No.64を利用しバトルドール「ゼロ」を大量生産して殺戮兵器として世界に売り出そうとする。しかし計画はNo.64とガーディアン達の活躍により阻止され、電脳警察によって抹消、カンパニーも旧体制に移行された。
5巻の巻末に亡霊となって登場するも、続編が描かれていないため詳細は不明。

## 用語
サイバドール（ガーディアン）
エイトやシックスなど、誰かを守るために作り出された人工知性体。No.64によって生み出された0・2・4・6・8を「イーブン･ナンバーズ」、それらのコピーを元にドミナが作り出した1・3・5・7・9を「オッド･ナンバーズ」と呼ぶ。最強の戦闘能力を誇るゼロは兵器としてカンパニーが売り出そうとしたため、当初バトルドールと呼ばれていた。
5巻の巻末に11番目と見られるサイバドール、形式番号10が描かれている。
制御球（コントロールボール）
サイバドールの思考や運動を制御する第二の脳。ゼロ以外のイーブン・ナンバーズでは髪の飾りのような球状をしており、オッドナンバーズのものは小型化され胸につけられている。サイバドールごとの形式番号が記されており、外部にサイバドールの状態を知らせるヘルプ機能も持つ。
死の荒野
魔王エニアックが本拠地にしていた場所。生物の乏しい荒地だが豊富な鉄資源が眠っている。
カンパニー
No.64が所属する組織で、総帥プログラムP.D.Gを頂点とする。「世界征服プログラム」を立ち上げ、FZを舞台にゼロの性能を各国に宣伝し、兵器として売り込もうとする。エイト達の活躍により計画は失敗。電脳警察によりP.D.Gは抹消されカンパニーも旧体制へ移行する。
ファンタジーゾーン（FZ）【ファンタジーゾーン】
物語の舞台となる世界で正式には「独立仮想惑星ファンタジーゾーン・バージョン2.3.1」。当初は剣と魔法のファンタジー世界として描かれていたが、後に生物や大地、世界そのものがプログラムとして人工的に生み出された事が明らかにされる。エイトと魔王との戦いで大きな被害を負い、さらに入り込んだウイルスにより崩壊の危機に直面。ミリアによって修復される。魔王との戦いの後は電脳警察によりプロテクトがかけられ、出る事も入る事もできなくなった。
P.D.Gによるとカンパニーがその気になればFZ全てを消し去る事が可能。5巻の巻末にカンパニーの亡霊がFZに攻撃を仕掛ける場面が描かれている。
電脳空間
FZやカンパニーの世界を含む時間と空間。技術を発達させた人類はあらゆる生物･大地、そして星ですら電脳空間上に作り出す事を可能にしたが、その代わりに夢や希望、人が人である存在理由を失ってしまう。この物語ではあらゆる存在が電脳空間上のプログラムであり、電脳空間を作り出した人類や現実世界については描かれていない。